# Уилкокс (окръг, Джорджия)
Окръг Уилкокс (на английски: Wilcox County) е окръг в щата Джорджия, Съединени американски щати. Площта му е 992 km², а населението - 8577 души (2000). Административен център е град Абивил.